# Манучар II Джакелі
Манучар II Джакелі (груз. მანუჩარ II ჯაყელი; 1557 — 1614) — атабег Самцхе (Месхетії) у 1581—1587 роках, бейлербей Чилдира в 1581—1583 роках.

## Життєпис
Третій син атабега Кайхосро II і Дедісмеді Мухранської. Народився 1557 року. У 1576—1578 роках через хворобу брата — атабега Кваркваре IV — фактично керував князівством.
1578 року з початком нової османо-перської війни Самцхе опинилося на місці бойових дій. Того ж року під тиском османів на чолі із Лалою-Мустафою-пашою атабег Кваркваре IV визнав зверхність султана Мурада III. За цим Манучар разом з братом-атабегом вирушив до Стамбула. Тут прийняв іслам, взявши ім'я Мустафа. 1579 року після перетворення князівства Самцхе на бейлербейство призначається санджакбеєм Хаджрека.
1581 року після смерті Кваркваре IV шляхом інтриг зумів відсторонити від влади небіжів Кошіто в Кайхосро, які були християнами. Затверджений на посаді бейлербея Чилдира Коджа Сінан-пашою, османським сердаром на Кавказі. У внутрішній актах йменувався також як атабег Самцхе.
Невдовзі встановив таємні відносини з Симоном I, царем Картлі, спрямованим на повалення влади Османської імперії. Втім вимушений був долучитися до османського війська, яке зазнало поразки від персо-картлійської армії на чолі із Симоном I у битві на Мухранському полі. разом з тим османи стали підозрювати, що Манучар II таємно інформував ворогів про плани османського командування. Після відступу османського війська до Карсу атабег Самцхе оголосив про незалежність від султана, повернувся до християнства та приєднався до Симона I.
Протягом 1582—1585 років успішно діяв разом з царем Картлі проти османських військ, зокрема відзначився у переможній битві на річці Храмі. 1583 року османський диван відновив Манучара II на посаді бейлербея, але той вимагав визнання себе атабегом Самцхе, тому боротьба продовжилася. Втім у 1587 року османи на чолі із Ферхад-пашою завдали поразки месхетино-картлійському війську й захопили Самцхе. 1588 року Манучар II спробував відвоювати князівство, але марно. Зрештою він втік до Персії, де поступив на службу до шаха. тут й помер 1614 року. За Стамбульською угодою 1590 року Самцхе відійшло до Османської імперії, де було утворено Чилдирський еялет.

## Родина
Дружина — Олена, донька Симона I Багратіоні, царя Картлі
Діти:
- Манучар (1591—1625), атабег Самцхе
- Тінатін (д/н—1610), дружина Ростома Багратіоні, царя  Імеретії